# Угловка
Угловка (на руски: Угловка) е селище от градски тип в Русия, разположено в Окуловски район, Новгородска област. Населението му към 1 януари 2018 година е 2431 души.